# Ray Myers (attore)
Ray Myers (Hot Springs, 21 giugno 1889 – Los Angeles, 4 novembre 1956) è stato un attore e regista statunitense del cinema muto.
Fu essenzialmente attore, girando negli anni dieci e venti del Novecento una cinquantina di pellicole. Negli stessi anni, diresse alcuni film, firmando anche qualche sceneggiatura.

## Filmografia

### Attore
- The Light in the Window, regia Ray Myers - cortometraggio (1910)
- War on the Plains, regia di Thomas H. Ince - cortometraggio (1912)
- The Battle of the Red Men, regia di Thomas H. Ince - cortometraggio (1912)
- The Deserter, regia di Thomas H. Ince - cortometraggio (1912)
- The Post Telegrapher, regia di Thomas H. Ince e Francis Ford - cortometraggio (1912)
- The Lieutenant's Last Fight, regia di Thomas H. Ince - cortometraggio (1912)
- Memories of a Pioneer, regia di Francis Ford (1912)
- His Message, regia di Thomas H. Ince - cortometraggio (1912)
- The Colonel's Peril, regia di Francis Ford, Thomas H. Ince - cortometraggio (1912)
- His Double Life, regia di Thomas H. Ince - cortometraggio (1912)
- The Bugle Call, regia di Thomas H. Ince - cortometraggio (1912)
- The Sergeant's Boy, regia di Thomas H. Ince - cortometraggio (1912)
- The Man They Scorned, regia di Reginald Barker - cortometraggio (1912)
- The Invaders, regia di Francis Ford e Thomas H. Ince (non accreditati) (1912)
- For the Cause, regia di Francis Ford e Thomas H. Ince (1912)
- Blood Will Tell, regia di Walter Edwards (1912)
- The Prospector's Daughter, regia di Thomas H. Ince (1912)
- The Law of the West, regia di Thomas H. Ince (1912)
- The Great Sacrifice, regia di Raymond B. West (1913)
- In the Ranks, regia di Francis Ford (1913)
- A Bluegrass Romance, regia di Charles Giblyn (1913)
- Sheridan's Ride, regia di Otis Turner (1913)
- In the Redman's Country (1913)
- The Coward's Atonement, regia di Francis Ford (1913)
- His Brother, regia di Francis Ford (1913)
- The Battle of Bull Run, regia di Francis Ford (1913)
- The Light in the Window, regia di Francis Ford (1913)
- Taps, regia di Francis Ford (1913)
- War, regia di Francis Ford (1913)
- A Black Conspiracy, regia di Walter Edwards - cortometraggio (1913)
- The Head Hunters (1913)
- The Proof - cortometraggio (1913)
- The Love Trail - cortometraggio (1913)
- Wynona's Vengeance, regia di Francis Ford (1913)
- A Waif of the Plains (1914)
- The Siege and Fall of the Alamo (1914)
- Martin Eden, regia di Hobart Bosworth (1914)
- In Old Italy, regia di Walter Edwards (1914)
- Buckshot John, regia di Hobart Bosworth (1915)
- The Boundary Line, regia di Arthur Mackley (1915)
- The Indian Changeling (1915)
- Rose Leaves - cortometraggio (1915)
- Strathmore, regia di Francis Grandon (Francis J. Grandon) (1915)
- The Race Love, regia di Arthur Mackley (1915)
- The Old High Chair, regia di Jack Conway (1915)
- At the Postern Gate, regia di Lloyd Ingraham (1915)
- Smoked Out, regia di Ford Beebe (1923)
- Her Dangerous Path
- Il gobbo di Notre Dame (The Hunchback of Notre Dame), regia di Wallace Worsley (1923)
- Leatherstocking, regia di George B. Seitz (1924)

### Regista
- The Light in the Window (1910)
- Clancy (1910)
- The Little Lumberjack
- Queen of the Band (1915)
- Te Penalty

### Sceneggiatore
- Ridin' Wild, regia di Nat Ross - soggetto e sceneggiatura (1922)